# Australe Montes

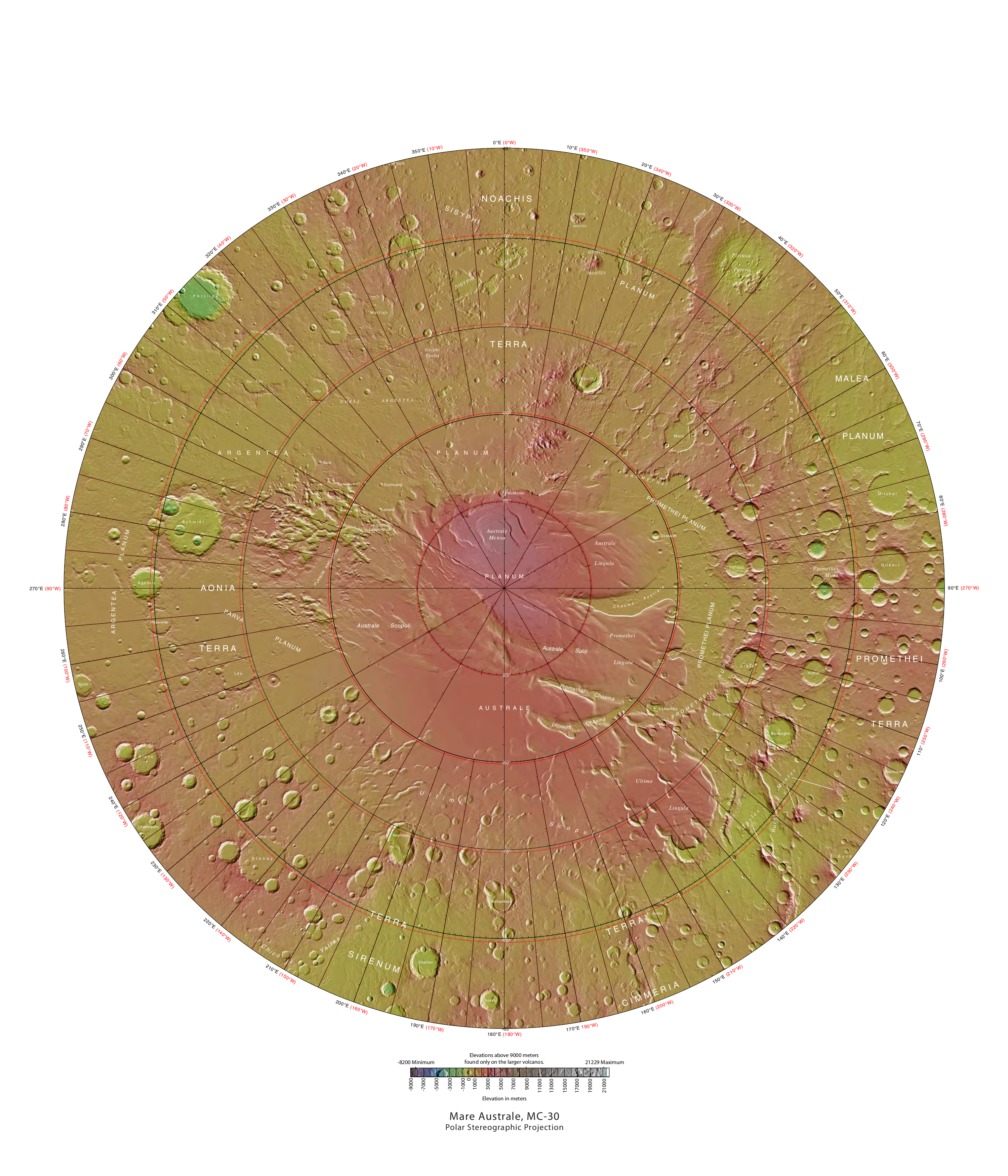
Mapa topogràfic del mar austral de Mart.

Australe Montes és una estructura geològica del tipus mons a la superfície de Mart, situada amb el sistema de coordenades planetocèntriques a -76.39 ° de latitud N i 30.5 ° de longitud E. Fa 411.67 km de diàmetre. El nom va ser fet oficial per la UAI l'any 2003 i pren el nom d'una característica d'albedo.